# Вагилевич Кость Михайлович
Вагиле́вич Кость Миха́йлович (22 квітня 1892, Ясень — 4 січня 1974, Прага) — український письменник, педагог, нащадок Івана Вагилевича.

## Життєпис
Народився 1891 року у селі Ясень поблизу Калуша (тепер Івано-Франківська область).
Закінчив Карловий університет (Прага), учителював у селах Закарпаття: Новоселиці, Нересниці, Дубовому, Бедевлі та Рахові. 
Був заарештований угорськими окупантами (1939). Працював асистентом кафедри педагогіки Українського вільного університету.
Наприкінці Другої світової війни емігрував на Захід: спочатку до Німеччини, потім до США, а в 1973 р. — знову до Праги.
Помер у 1974 році.

## Творчість
Автор збірок:
- «Україна непоборна» (1941);
- «Казка про золоту рибку» (1946);
- «Триєдиність» (1968).

Автор підручника англійської мови «А-В-С».
Упорядник:
- буквар «Свою Україну любіть» (три видання);
- абетка музики і співу «До-мі-соль».

## Видання
- Кость Вагилевич. Україна непоборна. — Прага : «Пробоєм», 1941. — 112 с.
- Кость Вагилевич. Казка про золоту рибку. — Мюнхен : «Вовченята», б.р. — 16 с.
- Кость Вагилевич. Свою Україну любіть. Український буквар. — Б.м. : накладом автора, 1959. — 64 с.
- Кость Вагилевич. Триєдиність. — Детройт : б.в, 1968. — 111 с.
- Кость Вагилевич. Україна непоборна. — «Науковий збірник державного музею українсько-руської культури у Свиднику», № 20. — Пряшів, 1995. — С. 467–524.